# Dschund al-Scham
Dschund al-Scham (arabisch جند الشام, DMG Ǧund aš-Šām ‚Die Scham-Division‘) ist bzw. war der Name mehrerer sunnitischer islamischer dschihadistischer militanter Gruppen.
Die Gruppe wurde um 1991 in Jordanien gegründet und 1999 in Afghanistan mit finanzieller Unterstützung von Osama bin Laden ausgebildet. Seit 2004 hat sie mehrere Terroranschläge in Ländern wie Libanon und Katar verübt. Von 2005 bis März 2014 kämpfte die Gruppe auch gegen die syrische Armee in Syrien.